# ロジャー・メイヤー
ロジャー・メイヤー (Roger Mayer)は多くのエレキギターエフェクトを開発した電子エンジニア。特にオクタヴィアと呼ばれるインプットシグナルの音程を１オクターブ上げて原音とミックスし、ディストーションをかけアウトプットシグナルを生成するエフェクトが有名である。このエフェクターはジミ・ヘンドリックスのパープル・ヘイズのソロに使われ広く知られるようになった。
オクタヴィアは彼の他のエフェクターと同様に現在でもロジャー・メイヤーのブランドで作られている。
ロジャー・メイヤーは英国海軍本部の水中探索プロジェクトの音響エンジニアの一員として働いていた。ギターエフェクトがほとんど知られていなかった頃、彼はビッグ・ジム・サリヴァン、ジミー・ペイジ、ジェフ・ベックといった英国の著名なギタリスト達のためにディストーションの設計、組み立てをしていた（P.J.プロビーのシングル"Hold Me" (1964)やヤードバーズの楽曲で使われている)。ヘンドリクスとは1967年の初旬にChislehurst Cavesでの演奏を鑑賞した際にお互い知ることとなった。ヘンドリクスはヤードバーズのレコードを知っており、あのようなギタートーンをどうすれば作る事ができるのかを詳しく知りたがった。 数週間のうちにメイヤーはヘンドリクスと共にスタジオに入り、ヘンドリクスが、彼の頭の中で"聴いた"サウンドを作るためにトーンを調整しエフェクターを設計した。メイヤーがデザインした音はアクシス:ボールド・アズ・ラヴとElectric Ladylandの全曲を通して聴くことができる。またメイヤーはヘンドリクスやヤードバーズ以外にもアイズレー・ブラザーズ から ボブ・マーリーに至るまで数多くのアーティストと共に仕事をした。(彼はまたスティーヴィー・ワンダーと共にシンセサイザーの開発もしていたが、もっとも近しく関係していたのはヘンドリクスだろう。）